# Diego d’Aguilar
Baron Diego d’Aguilar, auch Moses Lopes Pereira oder Diego Pereira d’Aquilar, (geboren 1699 in Portugal; gestorben 10. August 1759 in London) war ein marranischer Finanzier und Hofjude in Wien.

## Leben

Adelswappen von Diego Lopes Pereira, Baron d’Aguilar

Diego d’Aquilar wurde 1699 vermutlich in Porto als Sohn eines marranischen Tabakhändlers geboren. 1722 verließ er Portugal und kam über London nach Amsterdam, wo er sich dem Tabakhandel widmete. Als Moses Lopes Pereira war er zum Judentum zurückgekehrt. 1725 wurde er von Karl VI. nach Wien berufen. Dort organisierte er das österreichische hochprofitable Tabakmonopol neu. Von 1726 bis 1747 war er Pächter dieses Monopols und kam zu ansehnlichem Vermögen. 1726 verlieh ihm Karl VI. die spanische Baronie. Er wurde zu einer zentralen Figur des wirtschaftlichen Lebens seiner Zeit. 1742 borgte er dem Hof 300.000 Gulden, damit Maria Theresia das Schloss Schönbrunn erweitern konnte.
Mehrfach nutzte Aguilar seinen Einfluss am Hof, um verfolgten Juden Osteuropas zu helfen. So half er u. a. mit, die Vertreibung der Juden aus Mähren (1742) abzuwenden und aus Prag (1748) wieder aufzuheben. Er gilt als Gründer der türkischen (sephardischen) Gemeinde Wiens (1735), die seit 1750 stetig anwuchs und zu einer wichtigen Schnittstelle zwischen der westlichen und östlichen sephardischen Kultur wurde.
Als im Jahr 1749 die spanische Inquisition seine Auslieferung verlangte, verließ Aguilar Wien mit seinen 14 Kindern und zog nach London. Auch hier war er ein aktives Mitglied der sephardischen Gemeinde. Er starb am 10. August 1759.
Sein ältester Sohn, Baron Ephraim Lópes Pereira d’Aguilar (1739–1802), der zweite Baron von d’Aguilar, erbte den Titel und einen Teil seines Vermögens, das er durch die Heirat mit der Tochter des englisch-jüdischen Bankiers Moses Mendes da Costa noch vermehrte, ging wegen seines exzentrischen Verhaltens in die Geschichte ein.